# 사회행동
사회행동(社會行動, 영어: Social behavior)은 다른 개인이나 집단에 일정한 영향을 미치게 되는 의식적 또는 무의식적인 행동을 가리킨다. 일반적으로 사회적 행동은 같은 종 내에서 둘 이상의 유기체 사이의 행동에서 잘 보여지며, 한 구성원이 다른 구성원에게 영향을 미치는 모든 행동을 포함한다. 이는 개체들 간의 상호 작용 때문이다. 사회적 행동은 상품 교환과 유사하게 보일 수 있으며, 주었을 때 이에 상응하는 동일한 것을 받을 것으로 기대한다. 이 행동은 개인의 특성과 환경적 상황적 요소 모두에 의해 영향을 받을 수 있다. 따라서 사회적 행동은 유기체와 환경 사이의 상호 작용의 결과로 발생한다. 이것은 인간과 관련하여 사회적 행동은 그 사람의 개인적 특성과 그들이 처한 상황에 의해 결정될 수 있음을 의미한다. 한편 다른 종들에서 서로 간에 사회행동의 현상도 있다.

## 대인 행동
역할의 학습이나 커뮤니케이션은 사회적 교섭의 무대에서 상호관계가 짙게 나타나는 대인행동의 기본적 형태이다. 커뮤니케이션은 대인행동이자 사회적 태도의 상호교환을 의미한다. 이에 비해 상호성이 약하고 일방적인 심리적 결합의 형태를 갖는 대인행동도 있다. 동일화(同一化)·공감(共感)·모방(模倣) 등이 그것이다.'동일화'는 개인이 가장 친밀한 타인의 태도나 감정을 자기내부로 끌어들이거나 반대로 타인 내부에서 자기의 감정이나 태도와 닮은 것을 인지(認知)하는 과정을 가리킨다. 유아의 경우를 보면 욕구처리의 행동경향으로서 자기에게 가장 가까운 보호자인 모친의 일상적인 습성이나 태도를 섭취하는데 이것이 후에 그의 인격 형성의 기초가 된다. 모자간이 꼭 같다는 이야기가 나오는 것이 이런 경우이다. 동일화의 결과가 개인의 인격의 일부로서 편입될 때는 심리결합이 상당히 영속성을 띠지만, 영화의 주인공에 대해 동일화를 일으키고 영화관을 나온 후에도 주인공의 몸짓이나 걸음걸이를 무의식 중에 몸에 붙이고 있을 때는 섭취의 성격이 일시적인 것에 불과하다. 동일화는 집단의 경우에도 있을 수 있다. 파시즘 체제하에서는 집단 구성원의 자아 수준을 누르고 지도자에 대한 동일화를 강제(强制)하는 심리적 수법을 이용해서 '저 지도자를 위해서라면 죽어도 행복하다'라는 집단심리를 낳았다. 동일화는 프로이트의 자아이론에 나오는 것이지만 '오이디푸스 콤플렉스'((프로이트의 發達論)라는 부자 간의 심리적 갈등에 있어 자식이 부친에 대하여 품는 증오를 부친도 자식에게 대해서 느낀다고 생각하는 것은 섭취와는 반대의 투사(投射)이며 일종의 동일화이다. 투사는 자신의 감정이나 습성에 대한 불안에서 벗어나려는 무의식적인 방위 메커니즘으로서 피해망상(被害妄想)이라는 이상심리로 나타난다고 한다. 동일화의 과정에서 본인과 대상 사이에 일정한 차별의식이 작용하는 경우를 '공감(共感)'이라고 한다. 가령 텔레비전으로 권투시합을 보고 있다고 해 보자. 자기가 응원하는 선수가 다운되려고 할 때 팬인 시청자는 그 선수의 내부에서 일어나고 있는 심리과정과 동질의 것을 자신의 내부에서 경험하고 숨을 죽여 그 선수가 분전해주기를 바란다. 그러나 다음 순간 형세가 일변하여 그 선수가 공격의 주도권을 잡으면 시청자는 객관적인 자세로 돌아와 '남의 일'로서 시합을 볼 수 있게 된다. 공감의 심리과정에서 대상에 대한 인식과 이해가 보다 객관적으로 성립되어 있을 경우 대상의 심리과정과 같은 것을 경험하면서도 거기에 일정한 가치판단이 수반되어 대상에 대한 주체(主體)의 감정이 동시에 경험될 때 이것을 '동정(同情)'이라고 한다. 남의 슬픔을 나누어 가지고 우는 경우 상대의 심리과정에 접근하면서 거기에 '가엾다'는 판단에 따라 '운다'는 정동(精動)을 경험하게 되는 것이다. '모방'은 타인 또는 대상을 본떠서 의식적으로 그 행동을 흉내내는 것을 말한다. 프랑스의 사회학자 타르드(Tarde)는 모방을 사회현상의 기본원칙으로서 생각하여 유행·전통 같은 현상을 인간 본래의 본능에 속하는 모방의 개념에 의해 설명했다. 그러나 오늘에 와서는 모방이 학습에 의해서 몸에 붙는 행동이며 일정한 정신발달의 단계를 거쳐서 비로소 시작되는 행동이라는 것이 확인되고 있다. 동일화·공감·모방은 이처럼 서로 다른 수준에서 경험되는 심리과정이지만 각각 다른 교육적인 기능을 수반하는 수가 있다. 존경하는 인물에의 동일화에 의하여 자아의 수준이 높아지는 경우, 사람과 사람 사이의 애정(愛情)을 잇는 공감작용, 또는 모방에 의해 예술표현의 기초를 닦는 경우 등이 그것이다. 이러한 대인행동은 사회적 인간에게 없어서는 안 될 본질적인 심리과정을 내포하고 있다.

## 동물행동학
협력 또는 협동이라는 고차원적인 사회행동(Social behavior)은 진화생물학에서 개체는 자신의 적합도를 위한 행동이 비용과 이익 대비에서  효과적인 행동이 되도록 진화시켜왔음에도 불구하고 자신의 적합도보다도 친족 선택, 상호이타주의 행등 등 포괄적합도가 보다 더 효과적인 행동으로 선택가능할 경우 이를 위해 개체와 개체군이 진화해왔다는 정보를 보여준다. 한편 협동은 넌제로섬 게임의 상황에서뿐만아니라 일방의 손해로 이어지는 희생의 상황도 포함된다. 그러나 여전히 포괄적합도는 보다 효과적이다.

## 같이 보기
- 게임이론